# Pero radiosaria
Pero radiosaria là một loài bướm đêm trong họ Geometridae.